# Espacio natural

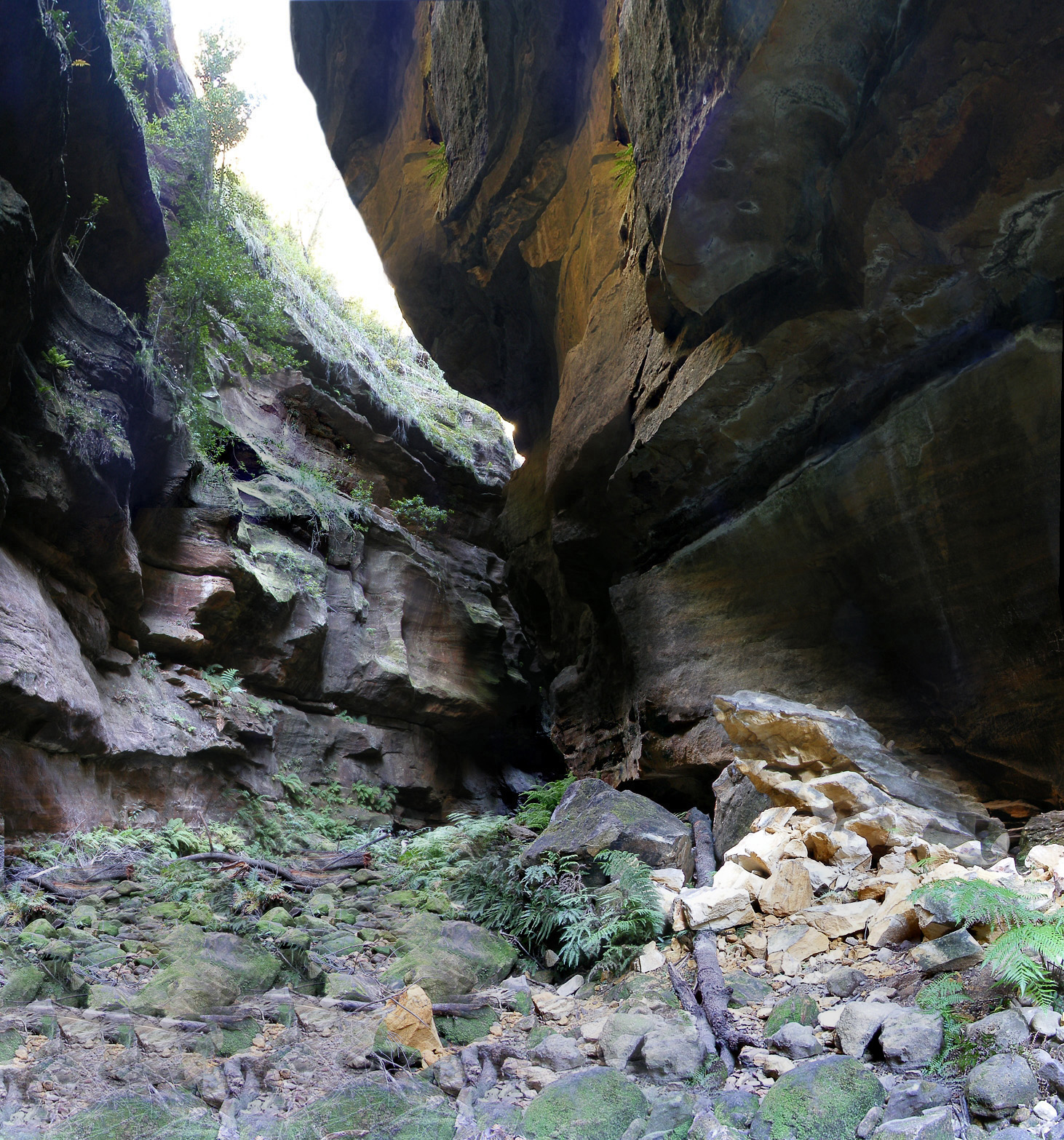
Fin del Neats Glen Trail, parque nacional Montañas Azules, Australia

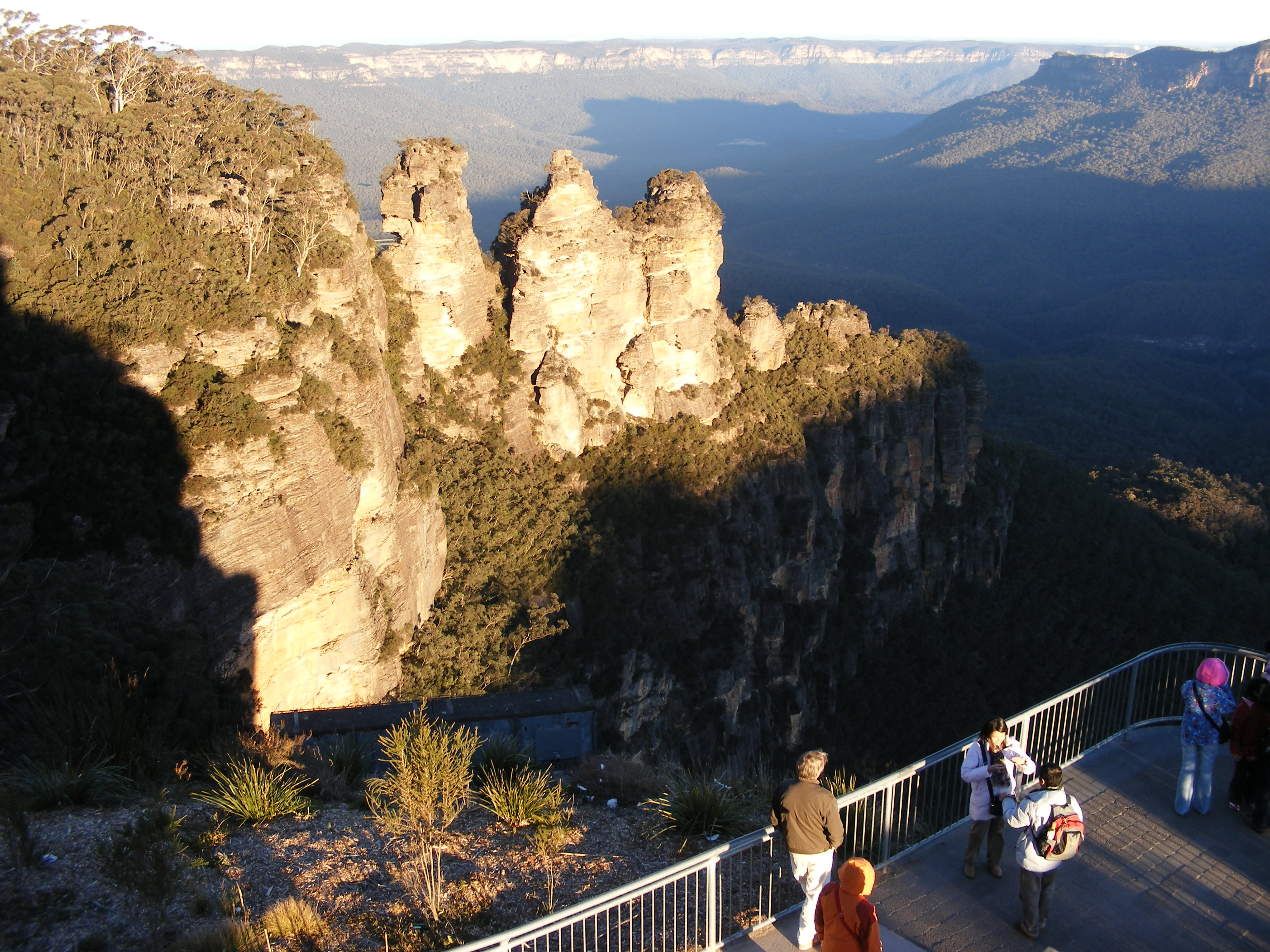
Formación rocosa Three Sisters en el parque nacional Montañas Azules, Australia

Un espacio natural, paisaje natural o ambiente natural, es una parte del territorio de la Tierra que no se encuentra modificado por la acción del ser humano. El término se utiliza más específicamente para designar alguna de las categorías que sirven, de acuerdo con las diferentes legislaciones,  para la protección de determinadas zonas de la naturaleza de especial interés.

## Paisaje Natural
El paisaje natural es aquello que no está modificado por el hombre. Son las tierras que no pertenecen a la ecúmene o sea que no están habitadas, como: las regiones polares, la alta montaña y alguna selva tropical que es recorrida por cazadores y recolectores que no utilizan el fuego.
El paisaje natural será un espacio recorrido pero no organizado, y con densidades de población bajas. Se trata de los espacios ocupados por sociedades de recolectores, pastores, cazadores y pescadores que tienen un conocimiento muy íntimo y especializado del medio. El área necesaria para procurarse los recursos debe ser muy amplia ya que dependen de lo que ofrece la naturaleza.
En la actualidad el paisaje natural esta en proceso de desaparición por la actividad humana ya que los humanos destruyen los paisajes para obtener recursos tales como: madera, piedras, etc
Existen dos tipos de paisajes naturales: el paisaje costero y el paisaje de interior. El paisaje costero, como su nombre bien 
, es el que está más próximo al mar. El paisaje de interior es el que está más alejado de la costa. En él podemos estudiar distintos tipos de paisajes: el de montaña, el del valle, y el de la llanura.
Para representar los paisajes y para poder estudiarlos utilizamos mapas y croquis. Estos están regidos por signos convencionales.
En resumen el paisaje natural es un paisaje que no fue modificado por el hombre, es lo contrario a los paisajes ordenados (ciudades, megalopolis, represas, etc.).

## Ambiente natural
Se define como ambiente natural «lo que no ha sido alterado por el hombre».[cita requerida] Pero esta definición no es dogmática; puesto que, supongamos, si un hombre se interna en una selva y toca o afecta un árbol, ello no la transforma automáticamente en un ambiente artificial o antropizado. De este modo, la definición dada tiene solo un sentido relativo. 
Por oposición se encuentra el ambiente antropizado (artificial), que es el que ha sido afectado por la presencia humana («o ha tocado la mano del hombre»).
Es un término usualmente utilizado en planeamiento físico por arquitectos e ingenieros civiles. También se utiliza en la teoría del impacto ambiental, en la evaluación del impacto ambiental y "EA" (educación ambiental).
El ambiente natural puede describirse por su naturaleza: sus cambios siempre ocurren porque el hombre los ha transformado. En la teoría general de sistemas, un ambiente es un complejo de factores externos que actúan sobre un sistema, y determinan su curso y su forma.
El ambiente es un elemento vital de la humanidad, ya que sin él no podríamos vivir: todos necesitamos de las plantas, de los animales y de aquellos elementos que componen el ambiente natural.

## Importancia de la conservación de los espacios naturales
- Importancia de la conectividad ecológica: Además de la conservación de los espacios naturales individuales, es importante también considerar la conectividad ecológica entre ellos. Esto implica asegurar que los corredores ecológicos estén protegidos y que existan vías para que las especies animales y vegetales se desplacen entre diferentes áreas naturales.[1] La conectividad ecológica es esencial para mantener la biodiversidad y prevenir la fragmentación de los ecosistemas.
- Amenazas a los espacios naturales: Los espacios naturales enfrentan múltiples amenazas, tales como la urbanización, la agricultura intensiva, la tala de bosques, la explotación minera y la contaminación.
- Esfuerzos de restauración y conservación: Existen múltiples esfuerzos para restaurar y conservar los espacios naturales en todo el mundo, como por ejemplo la reforestación, la creación de reservas marinas y la protección de especies en peligro de extinción. Estos esfuerzos son esenciales para mantener la biodiversidad y los servicios ecosistémicos que proporcionan los espacios naturales.
- Participación ciudadana: La participación ciudadana es esencial para la conservación de los espacios naturales.

## Requisitos
Para ser un espacio natural o un paisaje natural, se deben cumplir los siguientes requisitos: 
- Sea representativo de los diferentes ecosistemas, paisajes o formaciones geológicas o geomorfológicas naturales.
- Represente un papel destacado en la conservación de ecosistemas en su estado natural, seminatural, o poco alterado, asegurando la continuidad de los procesos evolutivos, las migraciones de especies y la continuidad de las diferentes funciones de regulación del medio ambiente.
- Conservación de comunidades vegetales o animales, de modo que impidan la desaparición de cualquier especie o mantengan muestras selectas de material genético.
- Investigación científica, educación ambiental o al menos  el estudio y control de los parámetros ambientales.
- Contribuyan al mantenimiento y mejora de los sistemas hidrológicos y de abastecimiento de agua, regulando su flujo, su caudal o calidad.
- Contribuyan al control de la erosión y de la sedimentación.

## Clasificación

### Parques
Son áreas naturales, poco transformadas por la explotación u ocupación humana que, en razón de la belleza de sus paisajes, la representatividad de sus ecosistemas o la singularidad de su flora, de su fauna o de sus formaciones geomorfológicas, poseen valores ecológicos, estéticos, educativos y científicos cuya conservación merece una atención preferente. Tres categorías:

#### Parques nacionales
Aquellas áreas en las que existan ecosistemas, no sensiblemente alterados por el hombre y de máxima relevancia dentro del contexto del medio natural de la nación que hace necesaria su protección.

#### Parque regional
Aquellas áreas en las que existan ecosistemas no sensiblemente alterados por el hombre y de máxima relevancia dentro del contexto del medio natural de la región que hacen necesarias su protección.

#### Parques naturales
Espacios de relativa extensión, notable valor natural y de singular calidad biológica, en los que se compatibiliza la coexistencia del hombre y sus actividades con el proceso dinámico de la naturaleza, a través de un uso equilibrado y sostenible de los recursos. Un espacio natural es una parte del territorio de la tierra que se encuentra escasamente modificado por la acción del hombre, el término se utiliza más específicamente para designar algunas de las categorías que sirven, de acuerdo con las diferentes legislaciones, para la protección de determinadas zonas de la naturaleza de especial interés.

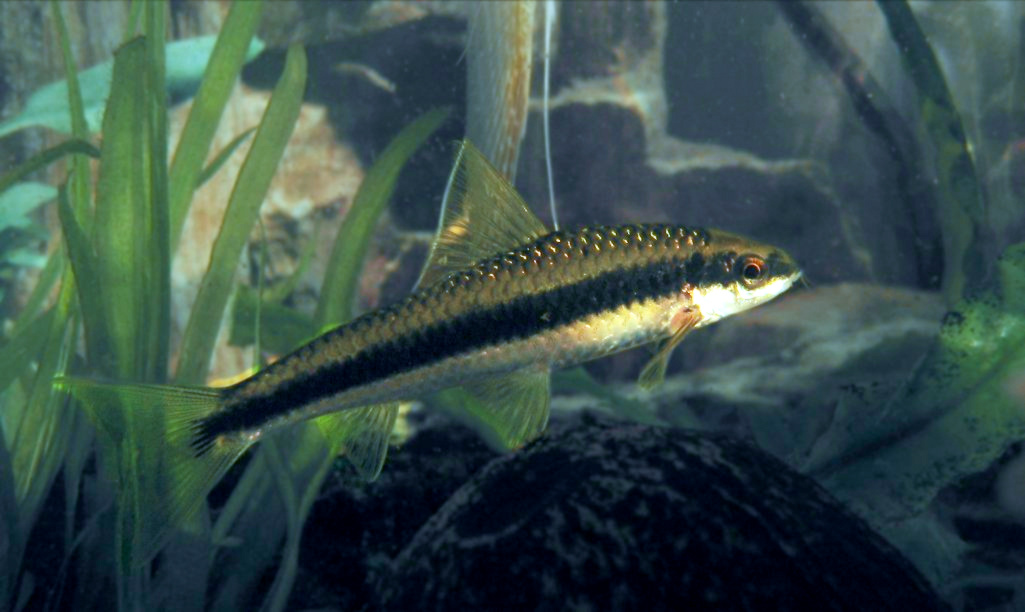
Crossocheilus siamensis

### Reservas naturales
Reservas naturales son espacios naturales, cuya declaración tiene como objetivo la protección de ecosistemas, comunidades o elementos biológicos que, por su rareza, fragilidad, importancia o singularidad, merecen una valoración especial.
Los espacios naturales protegidos son demarcaciones administrativas establecidas con la finalidad de favorecer la conservación de la naturaleza. En la mayoría de los casos se trata de conservar una porción de la naturaleza que por sus condiciones se perfila como privilegiada. En otras ocasiones, se intenta mantener al margen las actividades industriales por parte del ser humano para preservar dichas zonas.

#### Reservas naturales científicas
Las que por la especificidad de sus características o elementos tengan un valor científico concreto para mejor desarrollo

#### Reservas naturales integrales
Las que contengan ecosistemas o comunidades en perfecto estado de conservación y que por ello deberán gozar de una protección absoluta. Desde el punto de vista urbanístico conlleva la prohibición de cualquier tipo de aprovechamiento, de modo que el sistema deberá funcionar con la mínima intervención exterior posible siendo el acceso de personas muy restringido.

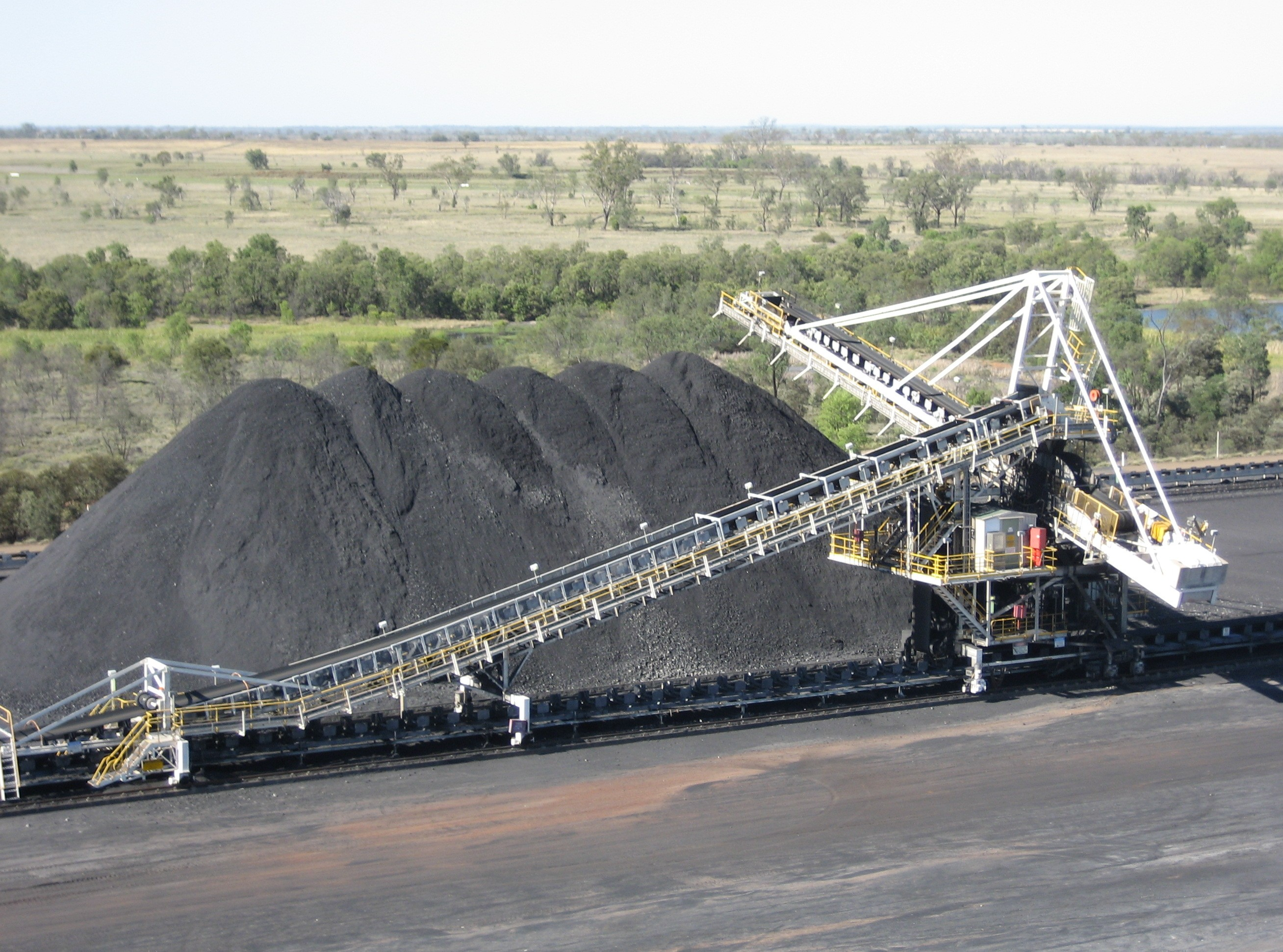
Mina de carbón Krup

### Monumentos naturales
Espacios o elementos de la Naturaleza constituidos básicamente por formaciones de notoria singularidad, rareza o belleza, que merecen ser objeto de una protección especial. También se pueden considerar dentro de esta categoría las formaciones geológicas, los yacimientos paleontológicos y demás elementos de la gea que reúnan un interés especial por la singularidad o importancia de sus valores científicos, culturales o paisajísticos.

### Paisajes protegidos
Aquellas áreas del medio natural que, por sus valores estéticos y culturales, necesitan protección especial.
Los espacios naturales protegidos son demarcaciones administrativas establecidas con la finalidad de favorecer la conservación de la naturaleza. En muchos casos se trata de preservar un enclave singular o una porción de naturaleza privilegiada; en otros se pretende además mantener ciertas actividades humanas finamente ajustadas a las condiciones naturales. Actualmente se ha comenzado a plantear el objetivo de mantener los procesos ecológicos.